# Trójca (obwód tarnopolski)
Trójca (ukr. Трійця) – wieś na Ukrainie w rejonie czortkowskim należącym do obwodu tarnopolskiego.
W okresie międzywojennym w miejscowości stacjonowała strażnica KOP „Trójca”.
Do 2020 w rejonie borszczowskim.